# Dominación floreana
La dominación floreana, también conocida como floreanismo, es un período histórico que vivió el Ecuador desde su creación como Estado independiente en 1830 y se prolongó hasta 1845 con la revolución marcista. Durante este período, en sus primeros años el país fue denominado Estado del Ecuador.
Este período se denomina como tal debido a la fuerte influencia que tuvo el general Juan José Flores, primer presidente del país. Durante el Floreanismo el Ecuador tuvo dos presidentes y tres constituciones.

## Historia

### Creación del Estado del Ecuador

#### Antecedentes

Escudo de la Gran Colombia.

La ayuda prestada a las tropas independentistas de la Provincia Libre de Guayaquil por parte del ejército de Simón Bolívar dio como resultado la retirada hacia la sierra norte de las fuerzas realistas. El último enfrentamiento por la independencia del actual Ecuador se realizó en la batalla del Pichincha el 24 de mayo de 1822. Tras la victoria de los guayaquileños y bolivarianos, se esperaba la incorporación de Quito y Cuenca a la república guayaquileña, sin embargo, estas dos decidieron anexarse al proyecto bolivariano de la Gran Colombia mediante la firma de un acta  el 29 de mayo.
Guayaquil permaneció autónoma por breve tiempo, debido a los intereses colombianos y peruanos sobre su territorio. Bolívar, adelantándose a José de San Martín, invadió la ciudad con un ejército de alrededor de 1500 tropas y tomó el control político y militar de la provincia. Bolívar y San Martín se reunieron en Guayaquil el 26 de julio para discutir entre otras cosas ratificar la anexión de Guayaquil a Colombia, y la colaboración en conjunto para finalizar y asegurar la independencia en América del Sur. Finalmente Guayaquil se integra a la Gran Colombia el 31 de julio. 
La ciudad de Quito y sus alrededores conformaron el Departamento de Ecuador; mientras que la ciudad de Cuenca y su provincia integraron al Departamento de Azuay; por último la ciudad de Guayaquil y sus territorios constituyeron el Departamento de Guayaquil. Los tres departamentos formaban el Distrito del Sur de la nación grancolombiana.

#### Disolución de la Gran Colombia

Distrito del Sur de la Gran Colombia.

Desde 1822, los antiguos territorios de la Real Audiencia de Quito conformaron la Gran Colombia, junto con el antiguo Virreinato de Nueva Granada (Distrito Central) y la Capitanía General de Venezuela (Distrito del Norte). Sin embargo, la política centralista de la joven nación afectó de forma general a los departamentos del sur y del norte.
Varios movimientos autonomistas y separatistas se produjeron durante la existencia de la república colombiana. El 30 de abril de 1826 estalló el movimiento denominado La Cosiata o revolución de los Morrocoyes por el general José Antonio Páez con la intención de separar a Venezuela de la Gran Colombia. El 16 de abril de 1827 el departamento de Guayaquil también expresó su deseo separatista iniciando una rebelión ideada por José Joaquín de Olmedo y Vicente Rocafuerte. Al final ambos movimientos fueron aplacados y la autoridad colombiana volvió a regir sobre esos territorios.
El 6 de enero de 1830 el Distrito del Norte se separó oficialmente de la República de Colombia, creándose así el Estado de Venezuela. De igual manera, el 12 de mayo del mismo año, el procurador general Ramón Miño dirigió un oficio al prefecto y comandante general Juan José Flores en la cual dejaba constancia la separación del Distrito del Sur. Flores aprobó la convocatoria a una asamblea popular al día siguiente en los salones de la Universidad Santo Tomás en Quito, en la cual se redacta el acta de creación del Estado del Ecuador y confiere el rango de mandatario provisional al general Flores.

### Gobiernos de la época

#### Primer Gobierno de Flores

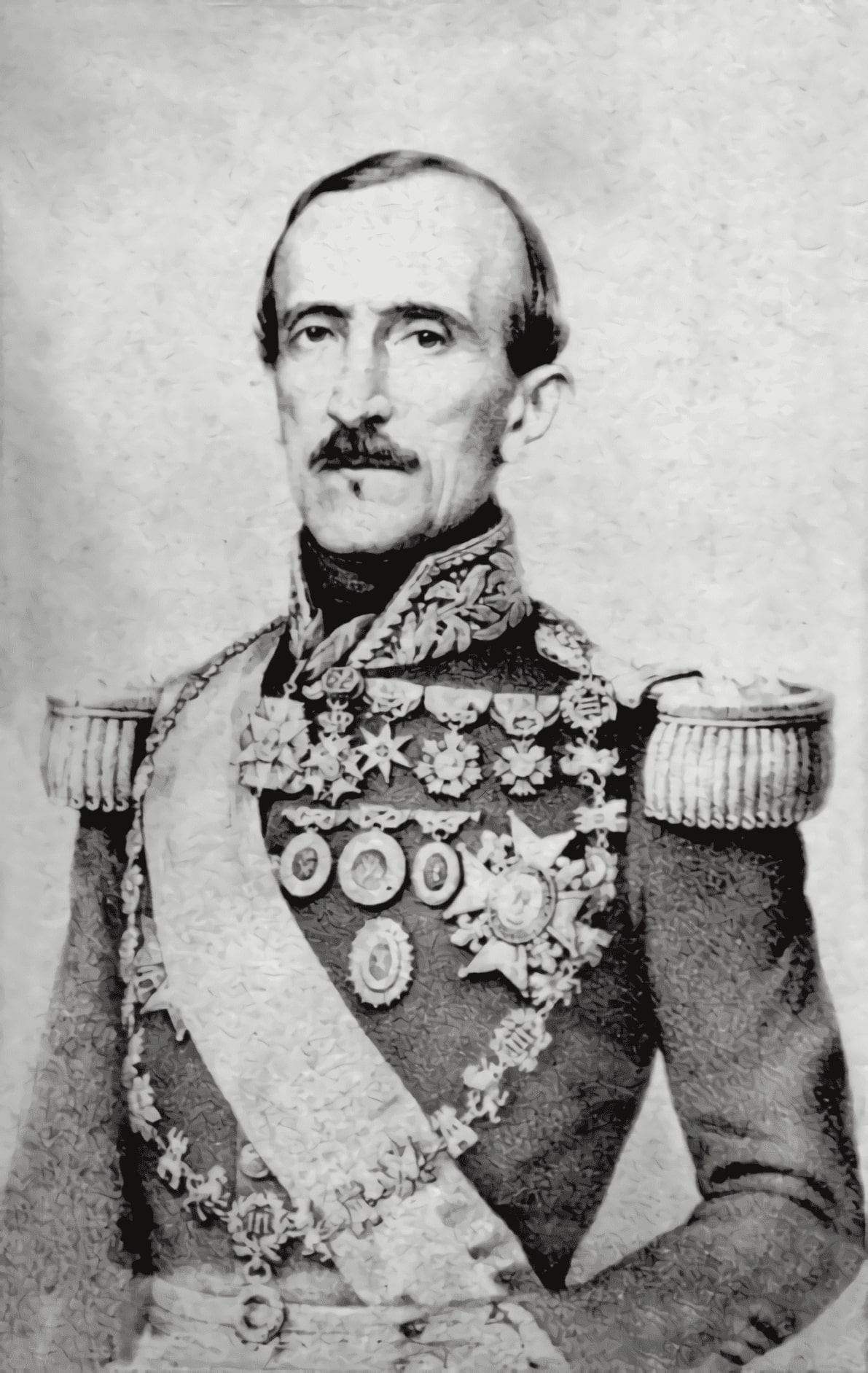
Juan José Flores

Tras la fundación del Ecuador se convoca a una Asamblea Constituyente en Riobamba nombra a Flores presidente provisional del país el 14 de agosto de 1830, siendo el 22 de septiembre de 1830 oficializado en el cargo convirtiéndose así en el primer presidente mientras que José Joaquín de Olmedo, expresidente de Guayaquil, tomaba la vicepresidencia, pero dimitió en 1831 al cargo, siendo reemplazado por Modesto Larrea y Carrión .
Con el uso de la fuerza serán sofocadas revueltas como las del general venezolano Luis Urdaneta, sobrino del general Rafael Urdaneta, (1830-1831), hacer la guerra a Colombia (1832), castigar a sangre y fuego tres alzamientos de batallones hambreados y combatir a ideólogos utilitaristas (1833), hacer frente a Vicente Rocafuerte (1833-1834) y aplastar la revolución de los chihuahuas (1832-1834) y, finalmente, evitar que Loja, Cuenca, Esmeraldas y la Sierra nor-central se unieran a Colombia (1834-1835). El general Urdaneta, el del 9 de octubre de 1820 en Guayaquil, fiel a Bolívar, quería impedir la disolución de la Gran Colombia que presidía.
Para 1834, José Félix Valdivieso se nombra Jefe Supremo en la Sierra al igual que la Revolución de los Chihuahuas nombra a Vicente Rocafuerte jefe en Guayaquil, pero este es hecho prisionero por Flores, pero ante la situación tuvieron que pactar para acabar con la crisis en el país y derrotar a Valdivieso acusándolo de intentar integrar el Ecuador a Nueva Granada para restaurar la Gran Colombia. 

#### Gobierno de Rocafuerte
El jefe supremo Vicente Rocafuerte llama a una nueva Convención Nacional, liderada por el exvicepresidente Olmedo, con motivo de crear una nueva constitución que cambió el nombre oficial del país a "República del Ecuador" a la vez que instauró un sistema legislativo bicameral. Rocafuerte es nombrado presidente constitucional el 8 de agosto de 1835. 
Su gobierno daría inicio al pago de la deuda externa. El ministro de hacienda, Francisco Tamariz preparó tres decretos para reducir los crecidos derechos de importación y exportación, para regular y controlar el crédito interno y para amortizar la deuda pública interna, que llegaba al millón doscientos mil pesos. Los contrabandistas y quienes medraban con el cobro de abultados intereses al Estado tomaron una postura opositora 

#### Segundo gobierno de Flores
Del 1 de febrero de 1839 al 15 de enero de 1843. El 15 de enero de 1839 el Congreso nacional nombró presidente al general Juan José Flores, vicepresidente a don Francisco Aguirre.
Flores se había preocupado de prepararse adquiriendo conocimientos y cultura durante los cuatro años del periodo de Rocafuerte. Al asumir nuevamente el mando prometió gobernar con todos los partidos políticos, para granjearse la voluntad del pueblo por ser extranjero. Los dos primeros años fueron de paz; la economía impulsada por Rocafuerte empezó a dar frutos en esta administración de Flores. Impulsó la industria, el comercio, las artesanías, agricultura. Salió el primer barco fabricado en los astilleros de Guayaquil. Fundó escuelas y construyó vías siguiendo el buen ejemplo de su antecesor.
Pronto se cansó de la labor constructiva y se enredó en un conflicto interno de Colombia, causándole perjuicios al Ecuador, perdiendo hombres y muchos recursos económicos, tratando de ayudar a sofocar una revolución contra el militar Pedro Alcántara Herrán. 
Faltando poco para terminar su segunda administración, hizo arreglos para no separarse del poder, reunió otra Asamblea Constituyente con sus allegados y consiguió que se expidiera la tercera Constitución que se conoce como Carta de la Esclavitud, por sus fatales reformas como estas: el Congreso se reunirá solamente cada cuatro años; el presidente y el vicepresidente de la República durarán en sus funciones ocho años, pudiendo ser reelegidos con alternativas de un período, los senadores serán elegidos por periodos de doce años. Los diputados por ocho años, etc.

#### Tercer gobierno de Flores

Escudo de 1843.

Del 1 de abril de 1843 al 6 de marzo de 1845. Esta misma Asamblea Constituyente que dictó la Carta de la Esclavitud, nombró a Flores Presidente del Ecuador por tercera vez, con el fin de perpetuarse en el poder.
Olmedo, Rocafuerte, García Moreno y otros ecuatorianos destacados y el pueblo sintieron indignación por la Carta de la Esclavitud y en todas partes surgieron levantamientos y conspiraciones; en tales circunstancias Flores expidió un decreto imponiendo una contribución de tres pesos y cuatro reales a todo ecuatoriano, lo cual provocó más indignación del pueblo y alentó la revolución al grito de "mueran los tres pesos". Chimborazo, Pichincha, Imbabura y Carchi, fueron las provincias más afectadas que levantaron su protesta. El general Elizalde comandó las fuerzas marcistas, febrero de 1845 fue un mes de luchas contra Flores que acudieron hasta su hacienda la Elvira; ya después de más de seiscientos muertos otros heridos tras de algunos combates. Más tarde en la hacienda la Virginia de propiedad de Olmedo se celebró una entrevista entre los dos bandos, de Flores y los marcistas, y se firmaron dos tratados dando algunas garantías a Flores, respetando su condición de fundador de la República.

## Organización del Estado
El estado ecuatoriano siguió en las tres constituciones dictadas en esta época siguieron la división de los 3 poderes del estado: Ejecutivo, Legislativo y Judicial. El presidente de la república asumía el papel jefe del estado y del gobierno; ejerciendo el papel de nombrar a varios funcionarios en los distintos poderes, esto en un centralismo político.

### Poder ejecutivo
El presidente de la república se encontraba a cargo del ejecutivo, teniendo la capacidad de nombrar a los ministros de estado, así como también a los gobernadores de las provincias y, hasta 1835, a los prefectos de los departamentos. Los ministros llegaron a ser tres; siendo estos de interior y exterior, de guerra, y de hacienda; formandose inicialmente un solo ministerio y el cargo de Jefe de Estado Mayor General.
En adición existió el Consejo de Gobierno formado por el vicepresidente y los ministros, a los que antes de 1843 se incluía un Ministro de la Corte de Justicia, un eclesiástico; y de tres personajes nombrados por el Congreso. Este organismo servía para la regular el poder presidencial en su papel de nombrar tanto miembros del poder judicial y despedir a funcionarios públicos.

### Poder legislativo
Siendo originalmente un organismo unicameral y luego, con la llegada al poder de Vicente Rocafuerte, el Congreso se volvió bicameral, siendo integrado por el Senado y la Cámara de Representantes.

### Poder judicial
Encabezado desde 1835 por una Corte Suprema de Justicia, que permanecerá bajo ese nombre hasta el 2008, sus miembros serían nombrados de las ternas del jefe de Estado, acordadas con el consejo de gobierno, que pasarían al legislativo donde la voz final la tendría el senado, siendo sobre este organismo que recayó la función de sancionar a sus miembros. Debajo de la corte suprema se encontraban primero los tribunales de apelación y, tras la reforma de 1843, los tribunales superiores.